# Metarctia lateritia
Metarctia lateritia is een vlinder uit de familie spinneruilen (Erebidae), onderfamilie beervlinders (Arctiinae). De wetenschappelijke naam van de soort is voor het eerst geldig gepubliceerd in 1855 door Herrich-Schäffer.
Deze nachtvlinder komt voor in tropisch Afrika.